# Campionato sudamericano di rugby 1973
Il campionato sudamericano di rugby 1973 (in spagnolo Sudamericano de Rugby 1973; in portoghese Campeonato Sul-Americano de Rugby de 1973) fu l'8º campionato continentale del Sudamerica di rugby a 15.
Si tenne in Brasile dal 13 al 21 ottobre 1973 tra cinque squadre nazionali e fu vinto dall'Argentina, al suo ottavo successo, assoluto e consecutivo.
Il torneo, organizzato dalla neocostituita Associação brasileira de rugby, si compose delle stesse cinque squadre dell'edizione precedente e si tenne, al pari di quella del 1964, nella sede sociale del São Paulo Athletic Club a San Paolo.
L'Argentina, che aveva ricevuto le Gazelles sudafricane e si preparava a un tour europeo, dominò largamente il torneo superando la soglia dei 300 punti complessivi, e vincendo con scarti da +55 a +96 il suo ottavo titolo su otto edizioni di campionato.
Il miglior marcatore del torneo, il Puma Eduardo Morgan, superò la soglia dei 100 punti individuali ed eguagliò il record di 10 mete del connazionale Marcelo Rodríguez di due anni prima.
Il valore delle marcature, come stabilito dall’IRFB nel 1971, era: 4 punti per ciascuna meta (6 se trasformata), 3 punti per la realizzazione di ciascun calcio piazzato, mark o drop.
Fu il primo Sudamericano a tenersi con tale sistema di punteggio.

## Squadre partecipanti
- Argentina
- Brasile
- Cile
- Paraguay
- Uruguay

## Risultati
| San Paolo 13 ottobre 1973                                     | Brasile | 22 – 3 | Paraguay | Stadio dello SPAC |
| Bennett Bishop Hoffmann McFarlane mt Guilbon (3) tr c.p. Burt |         |        |          |                   |
|                                                               |         |        |          |                   |
| Bennett Bishop Hoffmann McFarlane                             | mt      |        |          |                   |
| Guilbon (3)                                                   | tr      |        |          |                   |
|                                                               | c.p.    | Burt   |          |                   |

| Arbitro: | Alberto Jory |

|                                                                                        |      |      |
| Altberg Carracedo Fariello (2) Gradin (3) Matarazzo (3) E. Morgan (6) A. Rodríguez (2) | mt   |      |
| E. Morgan (13)                                                                         | tr   |      |
|                                                                                        | c.p. | Burt |

| Arbitro: | Robin Muir |

|         |      |                |
| Mascaro | mt   | Behrens        |
| Cabrera | c.p. | J. Zerbino (2) |
| Hurley  | drop | Iturria        |

| Arbitro: | Roger Budden |

|                                                               |      |  |
| Carracedo Harris-Smith Matarazzo E. Morgan (3) Porta Sanz (2) | mt   |  |
| E. Morgan (5)                                                 | tr   |  |
| E. Morgan (3)                                                 | c.p. |  |

| San Paolo 16 ottobre 1973                                            | Brasile | 3 – 22                    | Cile | Stadio dello SPAC |
| mt M. Cooper Quigley Riofrio tr Marsano (2) Guilbon c.p. Marsano (2) |         |                           |      |                   |
|                                                                      |         |                           |      |                   |
|                                                                      | mt      | M. Cooper Quigley Riofrio |      |                   |
|                                                                      | tr      | Marsano (2)               |      |                   |
| Guilbon                                                              | c.p.    | Marsano (2)               |      |                   |

| Arbitro: | Alberto Jory |

|              |      |                  |
|              | mt   | M. Smith tecnica |
|              | tr   | J. Zerbino       |
| B. Smith (2) | c.p. | Behrens (2)      |

| San Paolo 18 ottobre 1973                                                        | Cile | 27 – 3 | Paraguay | Stadio dello SPAC |
| Hurley Mackenna Mascaro Sopeti Valech mt Marsano (2) tr c.p. Burt M. Cooper drop |      |        |          |                   |
|                                                                                  |      |        |          |                   |
| Hurley Mackenna Mascaro Sopeti Valech                                            | mt   |        |          |                   |
| Marsano (2)                                                                      | tr   |        |          |                   |
|                                                                                  | c.p. | Burt   |          |                   |
| M. Cooper                                                                        | drop |        |          |                   |

| Arbitro: | Alberto Jory |

|  |      | |
|  | mt   | Bottarini Carracedo Etchegaray Insua Miguens Pérez Leiros (3) Porta (2) Sanz (3) Travaglini (2) M. Walther (3) |
|  | tr   | E. Morgan (2) Porta (7)                                                                                        |
|  | c.p. | Porta |
|  | drop | A. Rodríguez                                                                                                   |

| Arbitro: | Eduardo Nino |

|        |      |                              |
| Alegre | mt   | Diab Ocretich G. Zerbino (2) |
| Artaza | tr   | Behrens (2) J. Zerbino       |
| Artaza | c.p. | J. Zerbino (3)               |

| Arbitro: | Nigel Davies |

|                                                                         |      |         |
| Carracedo Casas E. Morgan A. Rodríguez (2) Sanz Travaglini (2) Virasoro | mt   |         |
| E. Morgan (6)                                                           | tr   |         |
| E. Morgan (4)                                                           | c.p. | Marsano |

## Classifica
| Pos | Squadra   | G | V | N | P | PF  | PS  | DP   | Pt |
| --- | --------- | - | - | - | - | --- | --- | ---- | -- |
| 1   | Argentina | 4 | 4 | 0 | 0 | 309 | 6   | +303 | 8  |
| 2   | Uruguay   | 4 | 3 | 0 | 1 | 60  | 80  | −20  | 6  |
| 3   | Cile      | 4 | 2 | 0 | 2 | 62  | 79  | −17  | 4  |
| 4   | Brasile   | 4 | 1 | 0 | 3 | 31  | 137 | −106 | 2  |
| 5   | Paraguay  | 4 | 0 | 0 | 4 | 18  | 178 | −160 | 0  |